# 奥巴克拉
奥巴克拉（开发代号：GX15-070）是一种含氮有机化合物，化学式C20H19N3O，由梯瓦制药工业有限公司旗下的Gemin X开发，用于癌症治疗，通常以甲磺酸盐的形式售卖。